# 中原証券
中原証券株式会社（なかはらしょうけん、英: Nakahara Securities, Inc.）は、日本の証券会社。

## 概要
1934年1月、東京株式取引所一般取引員として「中原瞻次郎商店」創業、1936年1月に設立。「信頼とまごころが人を結ぶ　HUMAN BEING」がスローガン。2014年に創業80周年を迎えた。
- 商号等：金融商品取引業者 関東財務局長（金商）第126号[3]。
- 加入協会：日本証券業協会

## 沿革
- 1934年　東京株式取引所一般取引員として「中原瞻次郎商店」創業
- 1936年　中原証券株式会社を設立
- 1948年　証券取引法に基づく証券業者として登録
- 1949年　東京証券取引所正会員となる
- 1968年　改正証券取引法による証券業免許を取得
- 1990年　本店移転
- 2007年　株式移転により持株会社「中原ホールディングス株式会社」を設立

## 関連会社
- 中原ホールディングス株式会社
- 中原不動産株式会社

## 参考
1. 1 2 3 4 5 6  中原証券株式会社 第93期決算公告
2. ↑  日本証券業協会 ディスクロージャー誌 中原証券株式会社
3. ↑  上場有価証券等書面